# Ізвоареле (Хунедоара)
Ізвоареле (рум. Izvoarele) — село у повіті Хунедоара в Румунії. Входить до складу комуни Теліуку-Інферіор.
Село розташоване на відстані 288 км на північний захід від Бухареста, 23 км на південь від Деви, 135 км на південний захід від Клуж-Напоки, 126 км на схід від Тімішоари.

## Населення
За даними перепису населення 2002 року у селі проживали 134 особи, усі — румуни. Усі жителі села рідною мовою назвали румунську.